# Quốc kỳ Tchad
Quốc kỳ Cộng hòa Tchad (tiếng Pháp: Drapeau du Tchad, tiếng Ả Rập: علم تشاد) là cờ tam tài với ba sọc màu thẳng đứng từ trái qua phải là xanh dương, vàng và đỏ. Màu xanh dương được thay thế cho màu xanh lá để phân biệt với quốc kỳ Mali. Về cơ bản lá cờ này có thiết kế giống với quốc kỳ România, Moldova và Andorra. Điểm khác biệt duy nhất giữa cờ Tchad và cờ Romania là độ đậm nhạt của màu xanh bên trái mỗi lá cờ, do đó hai lá cờ này hầu như giống hệt nhau.

## Mô tả
Màu xanh dương biểu tượng cho bầu trời, hy vọng và nước; vàng là mặt trời và sa mạc ở phía bắc đất nước; đỏ tượng trưng cho tiến bộ, thống nhất và hy sinh. Màu đỏ cũng gợi nhớ máu xương những người đã ngã xuống vì độc lập. Giá trị RGB của các màu này lần lượt là 12-28-140, 252-209-22 and 206-17-38.